# Сеч'янки
Сеч'янки (словац. Sečianky — село, громада в окрузі Вельки Кртіш, Банськобистрицький край, центральна Словаччина, історичний регіон Гонт. Кадастрова площа громади — 7,85  км². Населення — 363 особи (за оцінкою на 31 грудня 2017 року).

## Історія
Перша згадка 1260 року.

## Населення
| Рік:            | 1994. | 2004.   | 2014.   | 2024.    |
| --------------- | ----- | ------- | ------- | -------- |
| Кількість осіб: | 448   | 406     | 379     | 333      |
| Різниця:        |       | -9,37 % | -6,65 % | -12,13 % |

| Рік:            | 2023. | 2024.   |
| --------------- | ----- | ------- |
| Кількість осіб: | 323   | 333     |
| Різниця:        |       | +3,09 % |